# Afhankelijk gebied

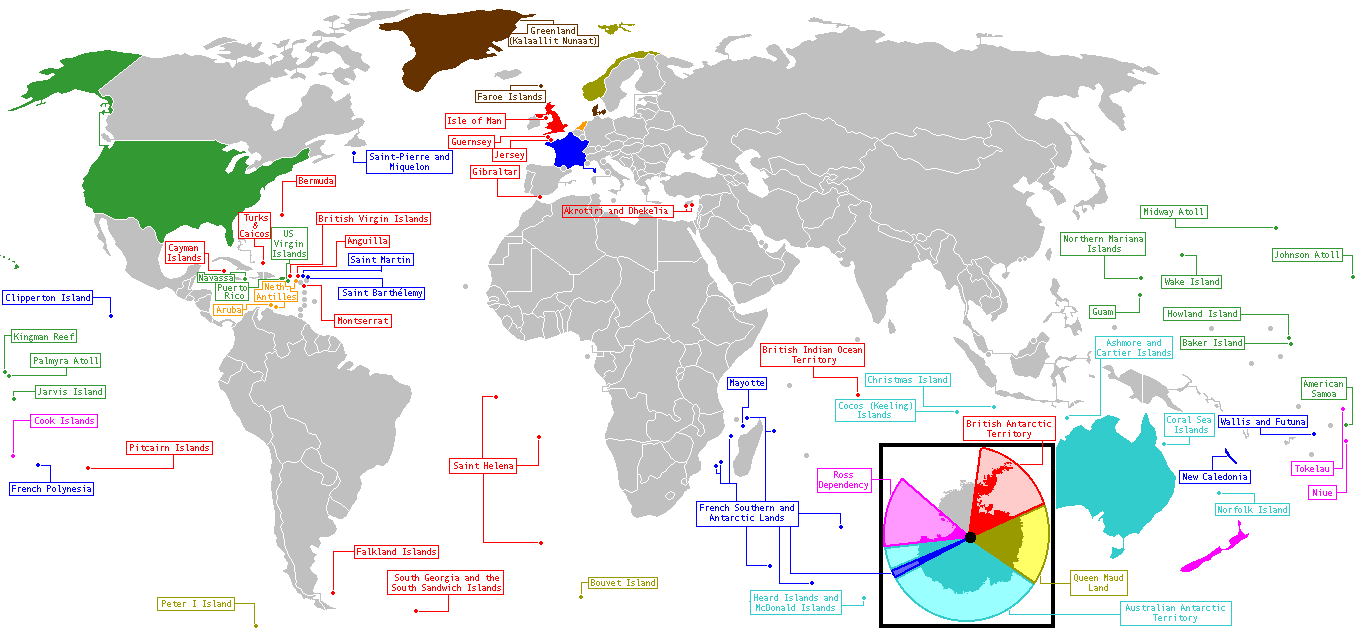
Schematische wereldkaart met de afhankelijke gebieden

Een afhankelijk gebied, een land of gebied met een status aparte, een afhankelijk land, afhankelijk territorium of een afhankelijk gebiedsdeel is een gebied dat als staat niet de volledige politieke onafhankelijkheid of soevereiniteit heeft, maar dat ook niet tot het integrale territorium van de staat waarbij het hoort wordt gerekend.

## Algemeen
Er bestaan meerdere gradaties van afhankelijkheid, die zich in het algemeen van andere subnationale entiteiten onderscheiden door het feit dat zij niet als onderdeel worden beschouwd van het land waarvan zij afhankelijk zijn. In de meeste gevallen symboliseren ze ook een alternatieve vorm van afscheiding. Een subnationale entiteit is meestal een bestuurlijk gebiedsdeel van het land zelf, maar een afhankelijk gebied kan bijvoorbeeld een overzees gebiedsdeel zijn die een grotere mate van autonomie geniet. Veel afhankelijke gebiedsdelen hebben bijvoorbeeld een eigen juridisch systeem. Afhankelijk van verschillende juridische en grondwettelijke gewoontes, zijn deze gebieden wel of niet onderdeel van het moederland.
Wat betreft afhankelijke gebieden die zijn verbonden met landen van de Europese Unie is het zo dat vrijwel geen enkel afhankelijk gebied lid is van de Europese Unie.
Tevens is het zo dat een afhankelijk gebied in principe het recht heeft om op sportgebied zijn eigen afvaardiging uit te zenden.
Afhankelijke gebieden moeten niet verward worden met niet-onafhankelijke, betwiste en/of bezette landen of gebieden.

## Lijst van afhankelijke gebieden
Hieronder volgt een lijst van afhankelijke gebieden per land waar de betreffende gebieden onder vallen. De lijst bevat echter meer gebieden dan welke voldoen aan de definitie van een afhankelijk gebied zoals die hierboven is gegeven. Een aantal gebieden wordt namelijk wel vaak als afhankelijk gebied beschouwd terwijl ze dit strikt genomen niet zijn doordat ze integraal onderdeel zijn van het land waar ze bij horen. In veel gevallen zijn er dan bepaalde historische, politieke of geografische redenen, om het land toch als afhankelijk gebied te beschouwen. 
De Verenigde Naties hebben een officiële lijst opgesteld van niet-zelfbesturende gebieden. Een aantal van de hieronder opgetekende gebieden staan ook in die lijst. Ook de Westelijke Sahara staat in die VN-lijst; dit voormalige overzeese gebiedsdeel van Spanje is grotendeels bezet door Marokko, dat het als een provincie beschouwt, maar het zou volgens de internationale gemeenschap aanspraak kunnen maken op zelfbeschikking.
Als gevolg van het Antarcticaverdrag zijn alle aanspraken op gebieden ten zuiden van 60 graden zuiderbreedte opgeschort. Deze gebieden zijn schuin gedrukt. Onbewoonde gebieden of gebieden zonder permanente bewoning zijn gemarkeerd met een #.

### Argentinië
Strikt genomen geen afhankelijk gebied, maar onderdeel van de provincie Vuurland, Antarctica en Zuid-Atlantische eilanden:
- Argentijns Antarctica #

### Australië
Deze gebieden zijn strikt genomen geen afhankelijke gebieden, omdat ze een integraal onderdeel zijn van Australië, maar worden vaak wel als zodanig gezien. 
- Ashmore- en Cartiereilanden #
- Australisch Antarctisch Territorium #
- Christmaseiland
- Cocoseilanden
- Heard en MacDonaldeilanden #
- Koraalzee-eilanden #
- Norfolk

### Chili
Strikt genomen geen afhankelijk gebied, maar onderdeel van de provincie Antártica Chilena.
- Antártica #

### Volksrepubliek China
Dit zijn strikt genomen geen afhankelijk gebieden, maar ze hebben een speciale bestuurlijke status die wordt erkend door internationale verdragen of akkoorden.
- Hongkong
- Macau

### Denemarken
Dit zijn strikt genomen geen afhankelijke gebieden, maar provincies met een grote vorm van autonomie. 
- Faeröer
- Groenland

### Finland
Dit is strikt genomen geen afhankelijk gebied, maar het heeft sinds de Vrede van Parijs (1856) een speciale internationaal erkende status.
- Åland

### Frankrijk
Alle Franse overzee gebieden zijn een integraal onderdeel van Frankrijk en dus strikt genomen geen afhankelijke gebieden. Frans-Guyana, Guadeloupe, Martinique, Mayotte en Réunion zijn overzeese regio's annex departementen. Frans-Polynesië, Nieuw-Caledonië, Saint-Barthélemy, Saint-Pierre en Miquelon, Wallis en Futuna en Sint-Maarten zijn overzeese gemeenschappen. Clipperton is een overzees bezit van de Franse staat en de Franse Zuidelijke Gebieden vormen een overzees territorium.
- Frans-Guyana
- Clipperton #
- Frans-Polynesië
- Franse Zuidelijke Gebieden # (de claim op Antarctische Gebieden wordt internationaal niet erkend)
- Guadeloupe
- Martinique
- Mayotte
- Nieuw-Caledonië
- Réunion
- Saint-Barthélemy
- Saint-Pierre en Miquelon
- Sint-Maarten
- Wallis en Futuna

### Koninkrijk der Nederlanden
Het Koninkrijk der Nederlanden bestaat uit vier gelijkwaardige landen: Nederland, Aruba, Curaçao en Sint Maarten. Deze laatste drie zijn dus officieel geen afhankelijke gebieden van Nederland, maar worden vaak toch als zodanig gezien. De Caribische eilanden Bonaire, Sint Eustatius en Saba maken als 'openbare lichamen' (Caribisch Nederland) deel uit van het land Nederland. Voor statistische doeleinden worden deze drie BES-eilanden door ISO 3166-1 als één gebied gegroepeerd.
- Aruba
- Curaçao
- Sint Maarten

### Nieuw-Zeeland
- Cookeilanden
- Niue
- Tokelau
- Ross Dependency #

### Noorwegen
Spitsbergen maakt integraal onderdeel uit van Noorwegen, maar heeft volgens het Spitsbergenverdrag een internationaal erkende speciale status met grote autonomie. Ook Jan Mayen maakt integraal deel uit van Noorwegen als onderdeel van de provincie Nordland, maar wordt vaak toch gezien als afhankelijk gebied. Voor statistische doeleinden wordt Jan Mayen in ISO 3166-1 samengevoegd met Spitsbergen als Spitsbergen en Jan Mayen. Bouvet, Peter I-eiland en Koningin Maudland zijn wel afhankelijke gebieden van Noorwegen.
- Bouvet #
- Jan Mayen #
- Koningin Maudland #
- Peter I-eiland #
- Spitsbergen

### Verenigd Koninkrijk
Alle hieronder opgetekende gebieden zijn afhankelijke gebieden, maar Guernsey, Jersey en Man hebben een andere status dan de rest en vallen als Brits Kroonbezit direct onder de Britse Kroon. 
- Akrotiri en Dhekelia
- Anguilla
- Bermuda
- Brits Antarctisch Territorium #
- Brits Indische Oceaanterritorium #
- Britse Maagdeneilanden
- Falklandeilanden
- Gibraltar
- Guernsey
- Jersey
- Kaaimaneilanden
- Man
- Montserrat
- Pitcairneilanden
- Sint-Helena, Ascension en Tristan da Cunha
- Turks- en Caicoseilanden
- Zuid-Georgia en de Zuidelijke Sandwicheilanden #

### Verenigde Staten
Van de hieronder genoemde gebieden is alleen Palmyra strikt genomen geen afhankelijk gebied. 
- Amerikaans-Samoa
- Amerikaanse Maagdeneilanden
- Baker #
- Guam
- Howland #
- Jarvis #
- Johnston #
- Kingmanrif #
- Midway #
- Noordelijke Marianen
- Palmyra #
- Puerto Rico
- Wake #